# Dyskografia Perfectu
Dyskografia Perfectu − polskiego zespołu rockowego powstałego na przełomie 1977 i 1978 w Warszawie, obejmuje dziewięć albumów studyjnych (w tym Schody wydane oryginalnie w wersji internetowej), osiem albumów koncertowych, piętnaście kompilacji, trzydzieści osiem singli (w tym dwa z gościnnym udziałem) i trzy wydania DVD: Z wtorku na środę, Perfect Symfonicznie oraz Niepokonani: 35 lat, Live, wydane również w edycjach limitowanych wraz z bonusowymi płytami CD.
W skład zespołu wchodzą: Grzegorz Markowski (od 1979; wokalista i lider grupy; sporadycznie gra na tamburynie podczas koncertów), Dariusz Kozakiewicz (od 1997; gitara akustyczna), Piotr Urbanek (od 1999; gitara basowa), Jacek Krzaklewski (od 1989; gitara, gitara rytmiczna) i Piotr Szkudelski (od 1980; perkusja).
Pierwszy album zespołu, Perfect, został nagrany w 1980, po dołączeniu do zespołu Markowskiego i wydany w 1981. Rok później wydano album UNU, z którego pochodzą takie utwory jak „Idź precz” czy „Autobiografia”. 10 marca 1983, po zakończeniu koncertu w warszawskim klubie Stodoła decyzją Zbigniewa Hołdysa zespół został rozwiązany. W okresie zawieszenia działalności wydano kompilacje – 1981–1989, 1977–1991 i 1971–1991 Historie Nieznane. Grupa reaktywowała się latem 1993, wydając rok później album Jestem, a także album koncertowy Live ’94, zawierający zapis koncertu w Katowicach. Wydany w 1997 album Geny uzyskał status złotej płyty. W 2002 grupa wydała album Perfect Symfonicznie, zawierający nowe aranżacje niektórych utworów nagrane wraz z Polską Orkiestrą Radiową. W 2004 wydano album Schody – pierwszy w historii polskiej muzyki album muzyczny udostępniony w Internecie. Największym sukcesem komercyjnym w historii zespołu jest Perfect Symfonicznie – płyta zdobyła status platynowej płyty, zaś sam zespół został nominowany do Fryderyka.
9 listopada 2010 grupa wydała siódmy album studyjny zatytułowany XXX. Jest to pierwszy album studyjny zespołu od 2004. Pierwszym singlem promującym wydawnictwo był utwór „Raz po raz (straszą nas)”.

## Albumy studyjne
| 1981                           | Perfect - Wydany: 1981 - Wytwórnia: Polskie Nagrania „Muza” - Format: LP, MC                                       | 1 | - POL: platynowa płyta | - Debiutancki album zespołu. |
| 1982                           | UNU - Wydany: 13 marca 1982 - Wytwórnia: Tonpress KAW - Format: LP, CD, MC                                         | – |                        | - Album był kilkakrotnie wznawiany – w 1983 (Tonpress KAW; kaseta), 1990 (Tonpress; CD/kaseta), 1999 (Polmusic; CD/kaseta), 2002 (Andromedia; CD) i 2003 (A.A.MTJ; CD). |
| 1994                           | Jestem - Wydany: 19 września 1994 - Wytwórnia: Koch International Poland - Format: CD, MC                          | – | - POL: złota płyta     | - Album został wydany ponownie w 1995 przez Koch International. |
| 1997                           | Geny - Wydany: 19 października 1997 - Wytwórnia: PolyGram Polska - Format: CD, LP                                  | – | - POL: złota płyta     | - Ostatni album z udziałem Andrzeja Nowickiego i Ryszarda Sygitowicza.                                                                                                  |
| 1999                           | Śmigło - Wydany: 10 września 1999 - Wytwórnia: Universal Music Polska - Format: CD, MC                             | – |                        | - Pierwszy album z udziałem Piotra Urbanka i Dariusza Kozakiewicza. |
| 2004                           | Schody - Wydany: 1 kwietnia 2004 - Wytwórnia: Universal Music Polska - Format: CD, LP, digital download            | – |                        | - Album został najpierw wydany w internecie za pośrednictwem portalu interia.pl.                                                                                        |
| 2010                           | XXX - Wydany: 9 listopada 2010 - Wytwórnia: EMI Music Poland - Format: CD, digital download                        | 1 | - POL: złota płyta     | |
| 2014                           | DaDaDam - Wydany: 9 czerwca 2014 - Wytwórnia: Agencja Muzyczna Polskiego Radia - Format: CD, digital download      | 2 | - POL: platynowa płyta | |
| 2016                           | Muzyka - Wydany: 14 października 2016 - Wytwórnia: Agencja Muzyczna Polskiego Radia - Format: CD, digital download | 5 |                        | |
| „–” pozycja nie była notowana. | |   |                        | |

## Albumy koncertowe
| 1983                           | Live - Wydany: 1983 - Wytwórnia: Savitor (LP), Karolina Records (MC) - Format: LP, MC, CD, digital download             | 40 | - Album zawiera zapis dwóch koncertów zrealizowanych jesienią 1982 w warszawskim Klubie Stodoła. |
| 1987                           | Live April 1’1987 - Wydany: 1987 - Wytwórnia: Pronit (3xLP), Polton (3MC, 2CD) - Format: LP, MC, CD                     | –  | - Album został początkowo wydany na trzech płytach gramofonowych przez Pronit. W 1988 został wydany przez Polton na kasecie magnetofonowej. W 1992 wydana została reedycja albumu (Polton) z identyczną listą utworów (CDPL 032). |
| 1994                           | Katowice Spodek Live ’94 - Wydany: 1994 - Wytwórnia: Armco Music, Art-Studio Camer-Ton - Format: MC, CD                 | 37 | - W 2003 została wydana reedycja albumu (Art-Studio Camer-Ton) na dwóch płytach CD. |
| 1998                           | Suwałki Live ’98 - Wydany: 1998 - Wytwórnia: Universal Music Polska - Format: CD                                        | –  | - Wydanie promocyjne. |
| 2001                           | Live 2001 - Wydany: 1 stycznia 2001 - Wytwórnia: Universal Music Polska - Format: CD, MC                                | –  | - Do albumu dołączono teledysk do utworu „Vampiria de luxe”. Ponadto na płycie znajduje się pięć mówionych ścieżek dźwiękowych zatytułowanych „Grzegorza M. wyznanie X”.                                                          |
| 2007                           | Perfect – Trójka Live - Wydany: 2007 - Wytwórnia: 3 Sky Media Presspublic - Format: CD                                  | –  | - Wydanie promocyjne. Płyta zawiera zapis koncertu zagranego 1 czerwca 2001 z okazji Dnia Dziecka. Na albumie zawarte umieszczone zostały dwie słowne zapowiedzi Marka Niedźwieckiego.                                            |
| 2009                           | Z Archiwum Polskiego Radia, Vol. 20 – Perfect - Wydany: 2009 - Wytwórnia: Agencja Muzyczna Polskiego Radia - Format: CD | 14 | - Dwupłytowe wydawnictwo zawierające zapis występu zespołu na festiwalu Jazz Jamboree w 1981, a także nagrania z koncertu na Festiwalu w Opolu w tym samym roku.                                                                  |
| 2014                           | Perfect Live 1995 - Wydany: 21 listopada 2014 - Wytwórnia: Agencja Muzyczna Polskiego Radia - Format: CD+DVD            | 32 | |
| „–” pozycja nie była notowana. | |    | |

## Kompilacje
Utwory Perfectu pojawiły się na kilkudziesięciu składankach, w tym kilkukrotnie na płycie promującej Listę Przebojów Programu Trzeciego Polskiego Radia. Lista przedstawia kompilacje wydane oficjalnie przez Perfect.
| 1989                           | 1981–1989 - Wydany: 1989 - Wytwórnia: Promofessional Productions - Format: CD, MC                                            | –  |                        | - Album został wydany ponownie przez wytwórnię Intersonus (1990 – kaseta; 1991 – CD (IS 016)).                                                                     |
| 1991                           | 1977–1991 - Wydany: 1991 - Wytwórnia: Intersonus - Format: CD, MC                                                            | –  |                        | |
| 1993                           | 1971–1991 Historie Nieznane - Wydany: 1993 - Wytwórnia: Intersonus - Format: CD, MC                                          | –  |                        | - Na albumie umieszczono utwór „What for?” będący angielskojęzyczną wersją piosenki „Po co ?”.                                                                     |
| 1995                           | Ballady - Wydany: 1995 - Wytwórnia: Intersonus - Format: CD, MC                                                              | –  |                        | |
| 1998                           | Gold - Wydany: 1998 - Wytwórnia: Koch International Poland - Format: CD, MC                                                  | –  |                        | |
| 1998                           | Złote Przeboje - Wydany: 1998 - Wytwórnia: Tonpress - Format: CD, MC                                                         | –  |                        | |
| 1999                           | Platynowa kolekcja - Wydany: 1999 - Wytwórnia: Point Studio - Format: CD, MC                                                 | –  |                        | - Pierwotne nagrania odszumiono i zremasterowano w Point Studio.                                                                                                   |
| 1999                           | Perfect: Twoja Era Muzyki - Wydany: 1999 - Wytwórnia: Universal Music Polska - Format: CD                                    | –  |                        | - Wydawnictwo promocyjne, nie dopuszczone do sprzedaży komercyjnej.                                                                                                |
| 2000                           | Solidex - Wydany: 2000 - Wytwórnia: Rumor Records - Format: CD                                                               | –  |                        | |
| 2002                           | Perfect Symfonicznie - Wydany: 12 listopada 2002 - Wytwórnia: Centrum Fonografii Polskiego Radia - Format: CD, MC            | 22 |                        | - Album nagrany wraz z Polską Orkiestrą Radiową. |
| 2004                           | Perfect dla Polpharmy - Wydany: 2004 - Wytwórnia: Universal Music Polska - Format: CD                                        | –  |                        | - Wydawnictwo promocyjne. |
| 2007                           | Perfect Symfonicznie – Platinum - Wydany: 20 października 2007 - Wytwórnia: Agencja Muzyczna Polskiego Radia - Format: CD    | –  |                        | - Reedycja albumu Perfect Symfonicznie. Album został wydany w ograniczonym nakładzie. Na albumie ukazał się niepublikowany wcześniej utwór – „Póki mam jeden sen”. |
| 2015                           | Bursztynowa kolekcja Empik: The Very Best of Perfect - Wydany: 4 maja 2015 - Wytwórnia: Agencja Artystyczna MTJ - Format: CD | 3  |                        | |
| 2016                           | The Greatest Hits - Wydany: 20 maja 2016 - Wytwórnia: Warner Music Poland - Format: CD                                       | 5  | - POL: platynowa płyta | - Dwupłytowe wydawnictwo z największymi przebojami zespołu. |
| 2022                           | Empik Collection: Perfect - Wydany: 10 czerwca 2022 - Wytwórnia: Agencja Artystyczna MTJ - Format: CD                        | 6  |                        | |
| „–” pozycja nie była notowana. | |    |                        | |

## Albumy wideo
| 2007                           | Z wtorku na środę - Data: 18 czerwca 2007 - Wydawca: Metal Mind Productions - Format: DVD+CD                       | –  | - POL: złota płyta |
| 2009                           | Perfect Symfonicznie - Data: 19 października 2009 - Wydawca: Metal Mind Productions - Format: DVD+CD               | 16 | - POL: złota płyta |
| 2015                           | Niepokonani: 35 lat, Live - Data: 2 października 2015 - Wydawca: Agencja Muzyczna Polskiego Radia - Format: DVD+CD | –  |                    |
| „–” pozycja nie była notowana. | |    |                    |

## Single/EP/przeboje
| Informacje o utworze | Informacje o utworze              | Informacje o utworze | Informacje o utworze             | Pozycja na LP3 |
| Rok | Tytuł                             | Album                | Wytwórnia                        | Pozycja na LP3 |
| --- | --------------------------------- | -------------------- | -------------------------------- | -------------- |
| 1981 | „Chcemy być sobą”                 | Perfect              | Tonpress                         | 3              |
| 1981 | „Nie płacz Ewka”                  | Perfect              | Tonpress                         | 3              |
| 1981 | „Ale wkoło jest wesoło”           | Perfect              | Tonpress                         | –              |
| 1981 | „Bla, bla, bla”                   | Perfect              | Tonpress                         | –              |
| 1982 | „Niewiele Ci mogę dać”            | Perfect              | Polskie Nagrania „Muza”          | –              |
| 1982 | „Bażancie życie”                  | Perfect              | Polskie Nagrania „Muza”          | –              |
| 1982 | „Pepe wróć”                       | Live                 | Tonpress                         | 7              |
| 1982 | „Opanuj się”                      | Live                 | Tonpress                         | 5              |
| 1982 | „Nie bój się tego wszystkiego”*   | UNU                  | Tonpress                         | 6              |
| 1982 | „Idź precz”                       | UNU                  | Tonpress                         | 2              |
| 1982 | „Moja magiczna różdżka”           | UNU                  | Tonpress                         | –              |
| 1982 | „Wyspa, drzewo, zamek”*           | UNU                  | Tonpress                         | 1              |
| 1982 | „Objazdowe nieme kino”*           | UNU                  | Tonpress                         | 1              |
| 1982 | „Autobiografia”*                  | UNU                  | Tonpress                         | 1              |
| 1983 | „Zamieniam się w psa”             | UNU                  | Tonpress                         | –              |
| 1983 | „Dla zasady nie ma sprawy”        | UNU (CD)             | Tonpress                         | 7              |
| 1994 | „Całkiem inny kraj”               | Jestem               | Koch International Poland        | 1              |
| 1994 | „Ołowiana kula”                   | Jestem               | Koch International Poland        | 8              |
| 1994 | „Nie daj się zabić”               | Jestem               | Koch International Poland        | –              |
| 1994 | „Adrenalina”                      | Jestem               | Koch International Poland        | –              |
| 1994 | „Bujanie w obłokach”              | Jestem               | Koch International Poland        | –              |
| 1994 | „Rzeczy do zrobienia”             | Jestem               | Koch International Poland        | –              |
| 1996 | „Kołysanka dla nieznajomej”       | Jestem               | Koch International Poland        | 3              |
| 1997 | „Niepokonani”                     | Geny                 | PolyGram Polska                  | 1              |
| 1997 | „Wyznanie lwa”                    | Geny                 | PolyGram Polska                  | 27             |
| 1997 | „Idźcie do domu”                  | Geny                 | PolyGram Polska                  | 22             |
| 1999 | „Zamykam oczy – widzę przestrzeń” | Śmigło               | Universal Music Polska           | 7              |
| 1999 | „Miłość rośnie w nas”             | Śmigło               | Universal Music Polska           | 28             |
| 1999 | „Śmigło”                          | Śmigło               | Universal Music Polska           | 40             |
| 1999 | „Ten moment”                      | Śmigło               | Universal Music Polska           | 39             |
| 2001 | „Lokomotywa z ogłoszenia”         | Live 2001            | Universal Music Polska           | 7              |
| 2001 | „Vampiria de Luxe”                | Śmigło               | Universal Music Polska           | –              |
| 2004 | „EM”                              | Schody               | Universal Music Polska           | –              |
| 2010 | „Raz po raz (straszą nas)”        | XXX                  | EMI Music Poland                 | 33             |
| 2011 | „Hej, ty”                         | XXX                  | EMI Music Poland                 | –              |
| 2011 | „Czy to ja?”                      | XXX                  | EMI Music Poland                 | –              |
| 2012 | „Miętowy smak dobrych dni”        | XXX                  | EMI Music Poland                 | –              |
| 2014 | „Wszystko ma swój czas”           | DaDaDam              | Agencja Muzyczna Polskiego Radia | 2              |
| 2014 | „Strażak”                         | DaDaDam              | Agencja Muzyczna Polskiego Radia | 31             |
| 2014 | „Odnawiam duszę”                  | DaDaDam              | Agencja Muzyczna Polskiego Radia | 9              |
| 2015 | „Droga bez łez”                   | DaDaDam              | Agencja Muzyczna Polskiego Radia | 22             |
| 2016 | „Dobre dni”                       | Muzyka               | Agencja Muzyczna Polskiego Radia | 23             |
| 2017 | „Ludzie niepowszedni”             | Muzyka               | Agencja Muzyczna Polskiego Radia | 25             |
| 2020 | „Głos”                            | —                    | Agora Muzyka                     | X              |
| *Utwór nie ukazał się na singlu. „–” oznacza, że singel nie był notowany na liście. „X” oznacza, że lista nie istniała w okresie wydania singla/EP/przeboju. |                                   |                      |                                  |                |

### Z Patrycją Markowską
Perfect wydał dwa single wraz z córką wokalisty, Patrycją Markowską:
| Rok  | Singel              | Wytwórnia |
| ---- | ------------------- | --------- |
| 2003 | „Kołysanka”         | Scena FM  |
| 2003 | „Każdy oddech Twój” | Scena FM  |

## Teledyski

### Perfect
| Rok  | Tytuł                                              |
| ---- | -------------------------------------------------- |
| 1980 | „Obracam w palcach złoty pieniądz”                 |
| 1982 | „Lokomotywa z ogłoszenia”                          |
| 1982 | „Nie płacz Ewka”                                   |
| 1982 | „Ale wkoło jest wesoło”                            |
| 1983 | „Wyspa, drzewo, zamek”                             |
| 1994 | „Całkiem inny kraj”                                |
| 1994 | „Kołysanka dla nieznajomej”                        |
| 1994 | „Oddech Rosji”                                     |
| 1997 | „Niepokonani”                                      |
| 1997 | „Idźcie do domu”                                   |
| 1997 | „Zamykam oczy, widzę przestrzeń”                   |
| 2000 | „Vampiria de Luxe”                                 |
| 2004 | „EM”                                               |
| 2010 | „Raz po raz (straszą nas)”                         |
| 2011 | „Czy to ja”                                        |
| 2012 | „Miętowy smak dobrych dni”                         |
| 2013 | „My nie chcemy być dziećmi ulicy” (& Dzieci Ulicy) |
| 2014 | „Wszystko ma swój czas”                            |
| 2014 | „Odnawiam duszę”                                   |
| 2014 | „Zawsze tam, gdzie ty” (& Anna Frontczak)          |
| 2016 | „Dobre dni”                                        |
| 2017 | „Ludzie niepowszedni”                              |

### Powiązane
W poniższej tabeli pokazano teledyski wydane samodzielnie przez członków zespołu Perfect lub przy ich współpracy z innymi artystami.
| Rok  | Tytuł                 | Wykonawca                                |
| ---- | --------------------- | ---------------------------------------- |
| 1984 | „Ciągły ból głowy”    | Grzegorz Markowski & Hazard              |
| 1986 | „Malowane dni”        | Grzegorz Markowski (Kolorowy telewizor)  |
| 2003 | „Kołysanka”           | Patrycja & Grzegorz Markowscy            |
| 2005 | „Gdy pojawiłaś się”   | Grzegorz Markowski (film Rh+)            |
| 2005 | „Nie zatrzyma nikt”   | Patrycja & Grzegorz Markowscy            |
| 2010 | „Każdej nocy”         | Markowski/Sygitowicz                     |
| 2012 | „Lokomotywa do nieba” | Jacek Krzaklewski (Jeszcze więcej kurzu) |

## Soundtracki
| Utwór                                     | Film                     |
| ----------------------------------------- | ------------------------ |
| „07 zgłoś się”                            | 07 zgłoś się             |
| podkład instrumentalny                    | Kobieta i kobieta        |
| „Nieme kino”                              | Nadzór                   |
| „Lokomotywa z ogłoszenia”                 | Stan wewnętrzny          |
| „Lokomotywa z ogłoszenia”                 | Żeniac                   |
| „Ja kocham Rock”, „Szalik bordo”, „Krzyk” | Miłość z listy przebojów |
| podkład instrumentalny                    | Tanie pieniądze          |
| podkład instrumentalny                    | Maskarada                |
| „W labiryncie ludzkich spraw”             | W labiryncie             |
| „Con Amore”                               | V.I.P.                   |
| „Ekstradycja”                             | Ekstradycja 2            |
| „Chcemy być sobą”                         | Kiler                    |
| „Twoje miasto”                            | Ekstradycja 3            |
| „Niepokonani”                             | Demony wojny według Goi  |
| „Autobiografia”                           | Więzy krwi               |
| „Miłość rośnie w nas”, „Śmigło”           | Zostać miss              |
| „Autobiografia”                           | Poranek kojota           |
| „Bez litości”                             | Sfora                    |
| „Oj kot”                                  | Zemsta                   |
| „Gdy pojawiłaś się...”                    | Rh+                      |
| „Zło”                                     | Fałszerze – powrót Sfory |
| „Niewiele Ci mogę dać”                    | Ile waży koń trojański?  |
| „Chcemy być sobą”                         | 80 milionów              |